# نمایش عوامانه قدرت
«نمایش عوامانه قدرت» (به انگلیسی: Vulgar Display of Power) آلبومی از گروه موسیقی موسیقی هوی متال پنترا است که در ۱۰ فوریه ۱۹۹۲ منتشر شد.